# جنس تقليدي
الجنس التقليدي ويُعرف كذلك باسم جنس الفانيليا هو سلوك جنسي يدخلُ ضمن نطاق الحياة الطبيعية أو ثقافة فرعية. بشكل عام يُقصد بالجنس التقليدي -وكما يدل على ذلك اسمه- الممارسة الجنسية الطبيعية التي لا تنطوي على عناصر «أجنبية» مثل بي دي إس إم أو الفتيشية الجنسية وما إلى ذلك.

## الوصف
يَعتمد الجنس التقليدي على معايير الثقافات الفرعية. ينتشر هذا النوع من الجنس في بعض الثقافات المحددة خاصة تلك التي لا تنطوي على أي تحديث أو تغيير أو شيء من هذا القبيل. بشكل عام عادة ما يُشير الجنس التقليدي إلى الجماع في الوضعية التبشيرية. يُشير كذلك معنى هذا التعبير إلى الإيلاج دون مرافقة ذلك لأي نوع من أنواع البي دي إس إم أو الفتيشية أو غير ذلك.
ترى المجلة الطبية البريطانية أن هناك جنس تقليدي بين الأزواج مثلي الجنس ويقتصر ذلك على الجِنس الخارجي، الجنس الفموي وحتى الشرجي. بالإضافة إلى تبادل الاستمناء فإن الإيلاج بين أزواج من نفس الجنس يتناقض مع أفعال الجنس الخارجي مثل المُفاخدة والسحاق.

## جنس الفانيليا
يُستعمل مصطلح الفانيليا في تعبير جنس الفانيليا وهو مستمد من كلمة الفانيليا التي تُستعمل في استخراج التوابل الأساسية كما تُستعمل في تحضير الآيس كريم العادي أو التقليدي. بالنسبة للدول الغربية فهي تُطلق مصطلح شريك الفانيليا على الشريك الذي لا يتمتع بالممارسة الجنسية مُقارنة بالشريك الآخر.